# Janusz Iwaszkiewicz
Janusz Iwaszkiewicz (ur. 16 lutego 1879 w Holczycach koło Słucka na Białorusi, zm. 6 sierpnia 1944 w Warszawie) – polski historyk, badacz dziejów porozbiorowych, archiwista.

## Życiorys
Syn Leonarda i Marii z Bułhaków. Uczęszczał do gimnazjum z Słucku i Smoleńsku. Studiował na rosyjskim UW i na Uniwersytecie Lwowskim – doktorat pod kierunkiem Szymona Askenazego. Od 1906 nauczyciel gimnazjalny w Warszawie. W latach 1908–1911 wykładowca historii Polski na Wydziale Humanistycznym Towarzystwa Kursów Naukowych w Warszawie.
W latach 1918–1930 archiwista w Archiwum Akt Dawnych (AAD). 
W latach 1922–1925 zastępca profesora na Uniwersytecie Stefana Batorego w Wilnie (USB). Habilitacja w 1924 na Uniwersytecie Poznańskim. 
Od 1930 roku - profesor nadzwyczajny na USB. 
Od 1938 roku - profesor zwyczajny historii nowożytnej. Wykładał też w Szkole Nauk Politycznych w Warszawie.
Był jednym z pionierów badań nad dziejami porozbiorowymi.
W okresie II wojny światowej brał udział w tajnym nauczaniu w Wilnie. Został rozstrzelany przez Gestapo podczas powstania warszawskiego. 
Materiały archiwalne Janusza Iwaszkiewicza znajdują się w PAN Archiwum w Warszawie pod sygnaturą III-83. 